# Sjöbo (đô thị)
Đô thị Sjöbo (tiếng Thụy Điển: Sjöbo kommun) là một đô thị ở hạt Skåne của Thụy Điển. Thủ phủ là thị xã Sjöbo. Dân số thời điểm 31 tháng 12 năm 2000 là 16648 người.